# Playa Maderas
Der Playa Maderas (von spanisch madera ‚Holz‘) ist ein Strand im Norden der Livingston-Insel im Archipel der Südlichen Shetlandinseln. Auf der Westseite des Kap Shirreff am nördlichen Ausläufer der Johannes-Paul-II.-Halbinsel liegt er südöstlich des Kliffs Acantilado Lobos.
Wissenschaftler der 45. Chilenischen Antarktisexpedition (1990–1991) benannten ihn nach den hölzernen Überresten von Schiffswracks, die sie hier gefunden hatten.